# Vertrag von Limerick
Der Vertrag von Limerick (englisch Treaty of Limerick, irisch Conradh Luimnigh) wurde am 3. Oktober 1691 in Limerick von Patrick Sarsfield, 1. Earl of Lucan im Namen von König Jakob II. und Godert de Ginkell, im Namen von Wilhelm III. (Wilhelm von Oranien) unterzeichnet. Der Vertrag beendete den Krieg zwischen den Jakobiten und Wilhelm III. und damit auch die Belagerung von Limerick durch die Truppen Wilhelm III. Der Krieg ist auch als „Wilhelminischer Krieg“, „Jacobinischer Krieg“ oder „der Krieg der zwei Könige“ (irisch Cogadh an Dá Rí) bekannt.

## Hintergrund
Nach der Rückeroberung Irlands durch Oliver Cromwell Mitte des 17. Jahrhunderts verschoben sich die Machtverhältnisse in Irland zugunsten neuer englischer Siedler und protestantischer Landbesitzer, die von den Beschlagnahmungen der unterlegenen katholischen Landbesitzer profitierten. Nach der Konversion Jakobs II. zum katholischen Glauben und der 1697 erfolgten Ernennung des katholischen Earl of Tyrconnell zum Lord Deputy of Ireland verschärfte sich das Spannungsfeld zwischen den protestantischen Landbesitzern, die ihre Rechte nicht genügend abgesichert sahen, und den Katholiken, die auf eine zumindest teilweise Rückgabe des verlorenen Landbesitzes hofften. Beide Seiten sahen die Nachfolge Jakobs II. mit Sorge. Die Protestanten hofften zunächst, dass Maria Stuart, die protestantisch erzogene und mit Wilhelm III. verheiratete Tochter Jakobs II., auf den Thron folgen würde. Mit dem 1688 geborenen James aus Jakobs II. zweiter Ehe mit der katholischen Maria von Modena drohte jedoch überraschend eine katholische Thronfolge. Dies war einer der wesentlichen auslösenden Faktoren der Glorreichen Revolution, bei der Jakob II. nach Frankreich flüchtete und Wilhelm III. und Maria zusammen 1689 den englischen Thron bestiegen.
Der sich im Anschluss daran ergebende Krieg der zwei Könige in Irland war in erster Linie eine Auseinandersetzung um den Landbesitz, da politischer Einfluss und Macht in erster Linie davon abhingen. Die Religionszugehörigkeit des Königs war dabei sekundär. Trotz aller Bemühungen und auch der Unterstützung mit französischen Truppen durch Ludwig XIV., der im November 1688 den Niederlanden den Krieg erklärt hatte, unterlagen die Jakobiter 1690 in der Schlacht am Boyne, worauf Jakob II. Irland verließ und die jakobitischen Truppen sich zunächst nach Dublin und schließlich nach Limerick zurückzogen. Limerick wurde anschließend sowohl 1690 als auch 1691 belagert. Die Einnahme von Limerick war nicht unmöglich, wurde aber zunehmend schwierig, da der Winter nahte, so dass es ab dem 23. September 1691 zwischen Sarsfield und Ginkell zu Kapitulationsverhandlungen kam, die zu dem Vertrag von Limerick führten.

## Der Vertrag
Das Hauptziel Sarsfields bei den Verhandlungen war die Freiheit, mit seinen Truppen, soweit diese es wollten, nach Frankreich gehen zu können. Dieses Ziel wurde mit den militärischen Artikeln zur Zufriedenheit erreicht. Bezüglich der rechtlichen Situation der Katholiken und der Jakobiten war Ginkell zu sehr viel weniger Zugeständnissen bereit. Er lehnte die Vorschläge der Gegenseite ab, die die Katholiken noch besser als zu den Zeiten Karl II. gestellt hätten, und schlug zwölf Punkte vor, die aus seiner Sicht das maximal Mögliche darstellten, das er glaubte, der protestantischen Seite zumuten zu können.
Der Vertragstext gliedert sich in 13 zivile und 29 militärische Artikel.

### Zivile Artikel
Der erste und wichtigste Artikel sichert den Katholiken die religiösen Freiheiten zu, die ihnen entsprechend der irischen Gesetze zustehen oder wie sie sie unter Karl II. genossen. Diese ausgesprochen offene und unpräzise Formulierung wurde dann noch ergänzt mit dem Hinweis, dass ein in der Zukunft zusammentretendes irisches Parlament weitere Regelungen zum Schutz der Katholiken treffen könne.
Der zweite Artikel betrifft die Rechte der Jakobiter, die in Irland bleiben und bereit sind, einen Treueid auf Wilhelm III. zu leisten. Sie konnten ihre Besitztümer behalten, ihren Beruf oder Handel weiter ausüben, und im Falle katholischer Adliger war das Tragen von Waffen weiterhin gestattet. Diese Regelung betraf nicht nur die Jakobiten in Limerick, sondern auch die jakobitischen Truppen, die sich noch in den Grafschaften Limerick, Clare, Kerry, Cork und Mayo aufhielten. Die Aufzählung dieser Grafschaften entfiel jedoch in der Vertragsfassung, die unterzeichnet wurde und nach London ging. Sarsfield setzte sich für die Wiederaufnahme ein, die zunächst auf Widerstand stieß, aber letztlich auf die Bitte von Ginkel bei Wilhelm III. hin letztlich akzeptiert wurde mit der Begründung, dass diese versehentlich entfallen sei. Als jedoch das irische Parlament den Vertrag ratifizieren sollte, wurde die Aufzählung wieder entfernt.

### Militärische Artikel
Diese Artikel beschäftigten sich mit der Behandlung der zerschlagenen Jakobitenarmee. Nach dem Vertrag hatten die Soldaten der Jakobiten die Möglichkeit, das Land in Richtung Frankreich zu verlassen, um dort unter Jakob II. in der Irischen Brigade zu dienen. Etwa 12.000 Soldaten nahmen diese Möglichkeit an und verließen zusammen mit Sarsfield das Land, häufig unter Begleitung ihrer Frauen und Kinder. Diese Fahrt wurde als Flucht der Wildgänse bekannt. Um die tausend Soldaten nahmen das Angebot an, der Armee von Wilhelm beizutreten.

### Kritik und weitere Entwicklung
Sehr heftige Kritik kam von beiden Seiten, die sich jeweils übervorteilt fühlten. Auf der Seite der Jakobiten wurde die Mehrdeutigkeit und die Lücken der Artikel bemängelt. Hervorgehoben wurde die nicht ausreichende Zusicherung der Freiheit, den katholischen Glauben ausüben zu können, und das Versäumnis, sich um die Rechte der Kriegsgefangenen und der Waisenkinder zu kümmern. Die protestantische Gegenseite sah den Vertrag hingegen vielfach als zu großzügig an, so dass es schon an das Verschenken des Siegs grenze, wie es etwa 1691 in der in London veröffentlichten The British muse zum Ausdruck kam:
Hard fate that still attends our Irish war,

The conquerors lose, the conquered gainers are,

Their pen's the symbol of our sword's defeat,

We fight like heroes but like fools we treat.
Der anglikanische Bischof von Meath, Anthony Dopping († 1697), predigte sogar offen gegen den Vertrag mit der Begründung, dass auf die Versprechen der Iren nicht vertraut werden könne.
Erst 1697 wurde der Vertrag durch das irische Parlament bestätigt, wobei aber wichtige Artikel fehlten. Aber den sich aus dem Vertrag ergebenden Ansprüchen auf Landbesitz für die Jakobiten wurde weitgehend stattgegeben. 1694 gab es vor dem Irish Privy Council insgesamt 491 Anträge, von denen 483 akzeptiert wurden. Nach 1697 wurden 781 weitere Anträge gestellt, von denen 773 stattgegeben wurden.
In den folgenden Jahren wurde eine Serie von Gesetzen verabschiedet, die zusammengefasst als Penal Laws bezeichnet werden, die die Katholiken in immer größeren Maße benachteiligten und im Widerspruch zu dem Geist und teilweise auch dem Wortlaut der zivilen Artikel standen. Limerick wurde deswegen von den Katholiken als Stadt des Vertragsbruchs genannt (city of the broken treaty).

## Vertragsstein

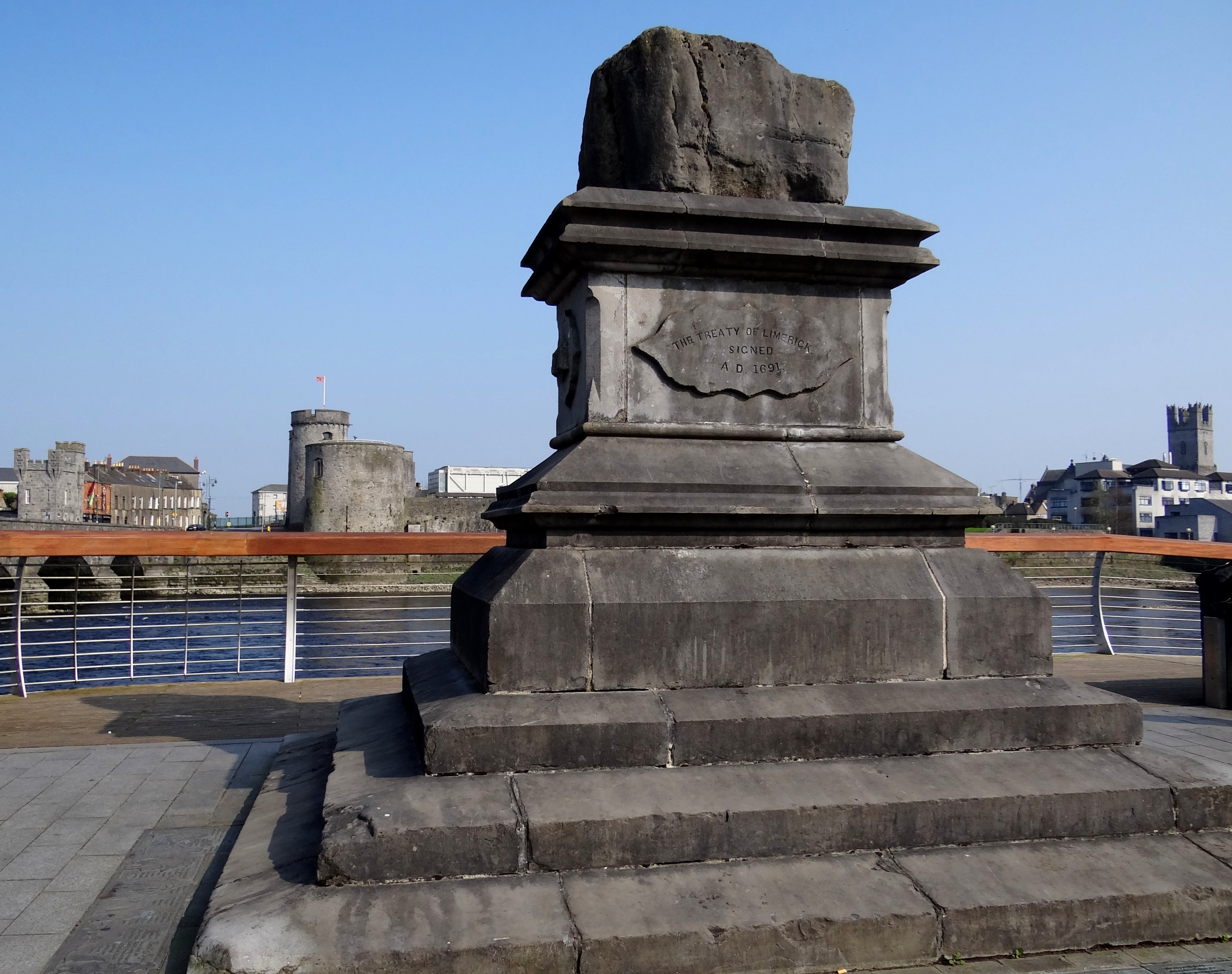
Der Vertragsstein mit dem Shannon und King John's Castle im Hintergrund

Der Vertragsstein (englisch treaty stone) gilt traditionell als der Stein, auf dem der Vertrag unterzeichnet wurde. Diese Tradition lässt sich zurückverfolgen bis zu einem Tagebucheintrag von John Harden im Jahr 1797. Spellissy sieht diese Tradition mit Skepsis, da es ihm unwahrscheinlich erscheint, dass kein geeigneter Tisch für die Unterzeichnung eines so wichtigen Vertrags zur Verfügung gestanden habe. Eher geht Spellissy davon aus, dass der Stein nur in der Nähe des Orts der Vertragsunterzeichnung lag und/oder möglicherweise die militärischen Artikel auf ihm unterzeichnet worden sind. Bei dieser Unterzeichnung waren die Franzosen beteiligt, jedoch nicht bei der Unterzeichnung der zivilen Artikel. Der Stein lag dann in der Nähe des Pubs Black Bull beim Thomond Gate, wo er Reitern dazu diente, Pferde zu besteigen. Von dort wurde er dann 1865 auf die südliche Seite der Brücke verlagert und auf ein von William Edward Corbett gestaltetes Piedestal erhoben.  Da es an dieser Position durch den zunehmenden Verkehr zum Hindernis wurde, musste der Vertragsstein 1990 etwas weiter nach Süden verlagert werden, wo er jetzt am Ufer des Shannon an Clancy's Strand etwa auf der Höhe der Mass Lane steht. Der heutige Stein hat im Vergleich zu der Darstellung auf einer 1836 angefertigten Zeichnung von Edward Jones sehr viel seiner ursprünglichen Größe eingebüßt.